# Szla
Szla (prononciation : [ʂla]) est un village polonais de la gmina de Przasnysz dans le powiat de Przasnysz de la voïvodie de Mazovie dans le centre-est de la Pologne.
Il se situe à environ 10 kilomètres au nord-est de Przasnysz (siège de le powiat et de la gmina) et à 97 kilomètres au nord de Varsovie (capitale de la Pologne).
Le village compte approximativement une population de 343 habitants en 2007.

## Histoire
De 1975 à 1998, le village appartenait administrativement à la voïvodie d'Ostrołęka.